# Longford (Tasmania)
Longford è una città della Tasmania, in Australia; essa si trova 190 chilometri a nord di Hobart ed è la sede della Municipalità di Northern Midlands. Al censimento del 2006 contava 4.266 abitanti.